# 惠显
惠显（1768年—1841年3月17日），清朝官员，富察氏，镶黄旗满洲人。
惠显是生员出身。道光元年七月十九日（1821年8月16日）以安徽廬鳳道惠顯為安徽按察使。次年，道光帝命他查办白莲教陳悅、楊奉等人。十一月初五，以殲捕河南竄匪出力，朝廷賞安徽按察使惠顯花翎。道光三年十一月二日（1823年12月3日）调任福建布政使。道光六年八月七日（1826年9月8日）奉命到京。九月二日（10月2日），出任太仆寺卿。道光七年三月廿七日（1827年4月22日）调任左副都御史。次日改任驻藏办事大臣。道光八年正月二十六日奉命頒賞第十世达赖喇嘛、第七世班禪額爾德尼黃哈達。在任三年，负责捉拿窜入藏区的张格尔党羽，主持协调哲孟雄、拉达克等属部的关系。道光九年八月十日（1829年9月7日），改任理藩院左侍郎，仍留驻藏大臣任。道光十年七月廿二日（1830年9月8日）调盛京刑部侍郎，十月十九日（12月3日）离驻藏大臣任奉命到京。未到任前，由凯音布兼署盛京刑部侍郎。道光十一年二月十日（1831年3月23日）改任为理藩院右侍郎。三月十五日（4月26日）改任为工部左侍郎。道光十二年正月廿五日（1832年2月26日）改任归化城副都统。在任五年，道光十七年十月八日（1837年11月5日）回京。道光二十一年二月二十五日（1841年3月17日），去世。

## 家庭
- 女儿：富察氏，为同治、光绪两帝的外祖母，同治九年六月二十七日（1870年6月27日）去世
- 女婿：惠徵，叶赫那拉氏
  - 外孙女：慈禧太后，咸丰帝懿贵妃，同治帝生母[7]
  - 外孙女：蓉儿，醇贤亲王嫡福晋，光绪帝生母